# Ophiarthrum elegans

Ophiarthrum elegans är en ormstjärneart som beskrevs av Peters 1851. Ophiarthrum elegans ingår i släktet Ophiarthrum, och familjen Ophiocomidae. Inga underarter finns listade.

## Utbredning
Ophiarthrum elegans finns i västra Indiska oceanen och Röda havet.